# Sanschar Asfendijarow

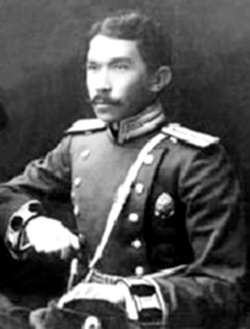
Sanschar Asfendijarow

Sanschar Schaparuly Asfendijarow (kasachisch Санжар Жапарұлы Асфендияров, russisch Санджар Джафарович Асфендиаров Sandschar Dschafarowitsch Asfendiarow; * 20. Oktober 1889 in Taschkent, Oblast Syrdarja, Russisches Kaiserreich; † 25. Februar 1938 in Alma-Ata, Kasachische SSR) war ein kasachischer Militärarzt und Politiker. Im Zuge des Großen Terrors in der Sowjetunion wurde er verhaftet und 1938 hingerichtet.

## Leben
Asfendijarow wurde im Oktober 1889 in Taschkent geboren. In den Jahren 1899 und 1907 besuchte er eine Schule in Taschkent. Nach seinem Schulbesuch bekam er ein Stipendium von der Kaiserlich Russischen Marine, wodurch er ein Studium an der Militärmedizinischen Akademie in Sankt Petersburg finanzieren konnte. Im Jahr 1912 schloss er dies ab.
Anschließend arbeitete Asfendijarow als Militärarzt in der Kaiserlich Russischen Armee. Hier war er zuerst von März bis November 1913 als Arzt in Termiz stationiert. Danach war er als Arzt Mitglied anderer Schützenbrigaden des turkestanischen Militärbezirks. Während des Ersten Weltkrieges wurde er im Dezember 1914 in der Nähe von Łódź von deutschen Einheiten gefangen genommen. Erst im Dezember 1915 kehrte er durch einen Gefangenenaustausch zwischen dem Deutschen Reich und Russland zurück nach Sankt Petersburg. Nach der Machtergreifung der Bolschewiki in der Oktoberrevolution engagierte sich Asfendijarow in den politischen Organen in Turkestan. Er war Mitglied der Arbeiter- und Soldatenräte in Buchara, Taschkent und Mitglied im regionalen Rat von Turkestan. Im Mai 1919 trat er der Kommunistischen Partei bei und in den folgenden Jahren bekleidete er hochrangige Positionen in der Regierung der ASSR Turkestan. Er war von 1919 bis 1920 Volkskommissar für Gesundheit, zwischen 1921 und 1922 Volkskommissar für Landwirtschaft und anschließend von 1923 bis 1924 nochmals Volkskommissar für Gesundheit. Im Jahr 1920 war er außerdem kurzzeitig stellvertretender Vorsitzender des Zentralen Exekutivkomitees der ASSR Turkestan und zwischen 1921 und 1922 Vorstandsmitglied im Volkskommissariat für Nationalitätenfragen sowie 1923 stellvertretender Vorsitzender des Rates der Volkskommissare der ASSR Turkestan.
In den Jahren 1925 bis 1928 war Asfendijarow Mitglied des Zentralen Exekutivkomitees (ZEK) der Sowjetunion und als solches hatte er zugleich weitere Positionen inne. So war er von 1925 bis 1927 Sekretär des Rates der Nationalitäten des ZEK und 1926 war er stellvertretender Sekretär des Allrussischen Zentralen Exekutivkomitees. Von 1927 bis 1928 war er Direktor des Instituts für Orientalistik in Moskau und außerdem Professor an der Lomonossow-Universität Moskau. Im Jahr 1928 zog er dann nach Alma-Ata, wo er aktiv an der Organisation und am Aufbau der Kasachischen Staatlichen Universität beteiligt war, deren Rektor er außerdem von 1928 bis 1931 war. Im Anschluss daran wurde er Rektor des Kasachischen Staatlichen Medizinischen Instituts. Zeitgleich war er Volkskommissar für Gesundheit der Kasachischen ASSR. Danach wurde er stellvertretender Volkskommissar für Bildung der Kasachischen ASSR und damit zuständig für die Organisation von Universitäten und Bibliotheken.
Ab 1934 bekleidete Asfendijarow keine politischen Funktionen mehr, sondern widmete sich Forschungstätigkeiten. Er war mehrere Jahre lang an der kasachischen Zweigstelle der Akademie der Wissenschaften der UdSSR tätig, wo er zuerst die historische und archäologischen Kommission leitete und später stellvertretender Vorsitzender der Zweigstelle wurde. Er war zudem Leiter der Abteilung für Geschichte des Kulturforschungsinstituts des kasachischen Zentralen Exekutivkomitees und Professor an der Fakultät für Geschichte des Kasachischen Pädagogischen Instituts.
Im Jahr 1937 wurde Asfendijarow verhaftet. Am 25. Februar 1938 wurde er zum Tode verurteilt und noch am selben Tag hingerichtet.
Am 26. Mai 1958 wurde er posthum rehabilitiert.

## Würdigungen
- Die Kasachische Nationale Medizinische Universität ist nach Sanschar Asfendijarow benannt.